# Реметинець (Новий Мароф)
Реметинець (хорв. Remetinec) — населений пункт у Хорватії, в Вараждинській жупанії у складі міста Новий Мароф.

## Населення
Населення за даними перепису 2011 року становило 1 477 осіб.
Динаміка чисельності населення поселення:

## Клімат
Середня річна температура становить 9,90 °C, середня максимальна – 23,67 °C, а середня мінімальна – -5,88 °C. Середня річна кількість опадів – 910 мм.
| Клімат поселення                              | Клімат поселення | Клімат поселення | Клімат поселення | Клімат поселення | Клімат поселення | Клімат поселення | Клімат поселення | Клімат поселення | Клімат поселення | Клімат поселення | Клімат поселення | Клімат поселення | Клімат поселення |
| Показник                                      | Січ.             | Лют.             | Бер.             | Квіт.            | Трав.            | Черв.            | Лип.             | Серп.            | Вер.             | Жовт.            | Лист.            | Груд.            |                  |
| Середній максимум, °C                         | 5,66             | 7,33             | 11,54            | 15,57            | 20,53            | 23,67            | 23,10            | 22,54            | 18,58            | 13,53            | 8,05             | 4,12             |                  |
| Середня температура, °C                       | −0,12            | 1,56             | 5,75             | 9,80             | 14,76            | 17,89            | 19,62            | 19,08            | 15,11            | 10,07            | 4,59             | 0,64             |                  |
| Середній мінімум, °C                          | −5,88            | −4,21            | −0,01            | 4,03             | 8,99             | 12,12            | 16,16            | 15,62            | 11,64            | 6,60             | 1,11             | −2,82            |                  |
| Норма опадів, мм                              | 45               | 48               | 60               | 71               | 78               | 105              | 90               | 93               | 87               | 85               | 84               | 64               |                  |
| Середньомісячна швидкість вітру, м/с          | 2.03             | 2.23             | 2.61             | 2.56             | 2.42             | 2.12             | 2.08             | 1.90             | 1.93             | 2.00             | 2.13             | 2.11             |                  |
| Середньомісячна сонячна радіація, кДж/м²·день | 4089             | 6816             | 10562            | 14865            | 18956            | 20773            | 21558            | 18753            | 13914            | 8723             | 4600             | 3301             |                  |
| --------------------------------------------- | ---------------- | ---------------- | ---------------- | ---------------- | ---------------- | ---------------- | ---------------- | ---------------- | ---------------- | ---------------- | ---------------- | ---------------- | ---------------- |
| Джерело:                                      |                  |                  |                  |                  |                  |                  |                  |                  |                  |                  |                  |                  |                  |